# Anacithara maltzani
Anacithara maltzani is een slakkensoort uit de familie van de Horaiclavidae. De wetenschappelijke naam van de soort is voor het eerst geldig gepubliceerd in 1952 door Knudsen.